# Le Tableau noir
Pour plus de détails, voir Fiche technique et Distribution.
Le Tableau noir (en persan : تخته سیاه, Takhte Siāh) est un film iranien réalisé par Samira Makhmalbaf et sorti en 2000.

## Synopsis
À la suite d'un bombardement au Kurdistan iranien, des instituteurs errent de village en village à la recherche d'élèves.
L'un d'entre eux trouve sur son chemin un groupe d'adolescents qui font les « mules », c'est-à-dire de la contrebande avec l'Irak. Malgré les efforts de l'instituteur, aucun d'entre eux n'est désireux d'apprendre, sauf le jeune Rêbwar.
Un second croise un groupe de vieillards qui essaient de rejoindre leur terre natale pour y finir leurs jours. L'un d'eux emmène sa fille, une jeune veuve, et son petit-fils. Il décide de les suivre.

## Fiche technique
- Réalisation : Samira Makhmalbaf
- Scénario : Mohsen Makhmalbaf, Samira Makhmalbaf, Mohamad Ahmadi
- Photographie : Ebrahim Ghafori
- Montage : Mohsen Makhmalbaf
- Musique : Mohammad Reza Darvishi
- Production : Marco Müller, Abbas Saghazsaz
- Pays d'origine :  Iran,  Italie,  Japon
- Durée : 85 minutes
- Date de sortie : 2000

## Distribution
- Said Mohamadi : Said
- Behnaz Jafari : Halaleh
- Bahman Ghobadi : Rêbwar
- Mohamad Karim Rahmati : le père
- Rafat Moradi : Ribvar
- Mayas Rostami : le jeune conteur
- Saman Akbari : le chef du groupe
- Ahmad Bahrami : le conservateur des mariages
- Mohamad Moradi : le marieur
- Karim Moradi : le vieil homme
- Hassan Mohamadi : un enfant
- Rasul Mohamadi : le jeune porteur
- Somaye Veisi : une petite fille

## Récompenses
- Prix du jury du Festival de Cannes, 2000
- Grand Prix du Jury, Festival international du film de Los Angeles, 2000
- Mention spéciale à la réalisatrice au Festival international du cinéma indépendant de Buenos Aires, 2001
- Prix Humanum 2000 de l'UPCB / UBFP - Union de la presse cinématographique belge

## Autour du film
Le tournage a lieu entre Marivan et Halabja et évoque la situation des Kurdes en fuite après le massacre de Halabja à l'arme chimique.